# Bulbophyllum meristorhachis
Bulbophyllum meristorhachis é uma espécie de orquídea (família Orchidaceae) pertencente ao gênero Bulbophyllum. Foi descrita por Leslie Andrew Garay e Galfrid Clement Keyworth Dunsterville em 1976.